# Ekeby ekhages naturreservat
Ekeby ekhages naturreservat (även Ekeby-Almby och Ekeby-ekhage) är ett kommunalt naturreservat i Örebro kommun, nära Ekeby-Almby och Örebro tätort.
Hagen ligger nära Hjälmarsbergs herrgård och är ett gammalt kulturlandskap. Den är ett minne av forna tiders herrgårdsmiljö med betade ekhagar. Hagen är ett populärt utflyktsområde med promenadvägar och festplats. Den har en rik vårflora och ett rikt fågelliv. Ekeby ekhage är naturreservat sedan 1994.